# Pyrausta sexplagalis
Pyrausta sexplagalis is een vlinder van de familie van de grasmotten (Crambidae). De wetenschappelijke naam van deze soort is voor het eerst voorgesteld door Max Gaede in een publicatie uit 1917.
De soort komt voor in Equatoriaal-Guinea.